# Плавучая регазификационная установка

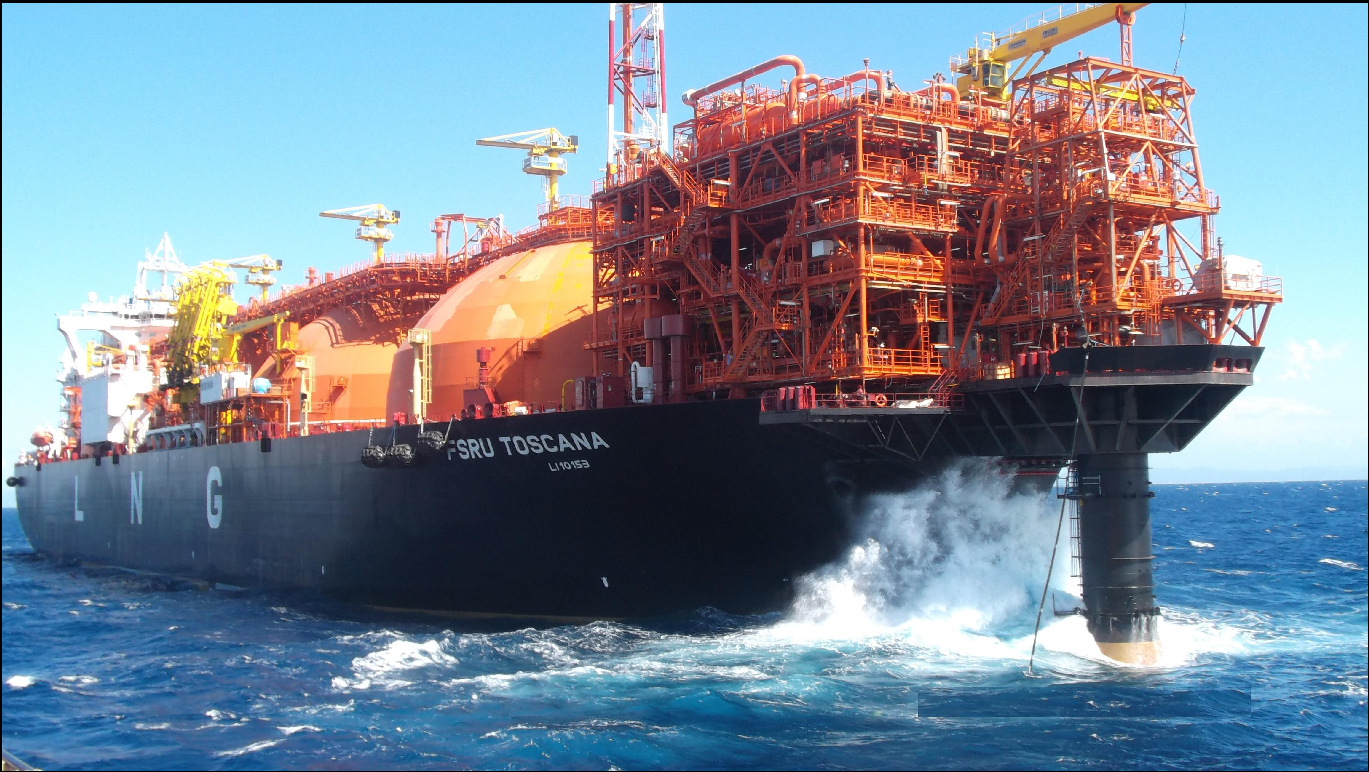
Плавучая регазификационная установка Toscana

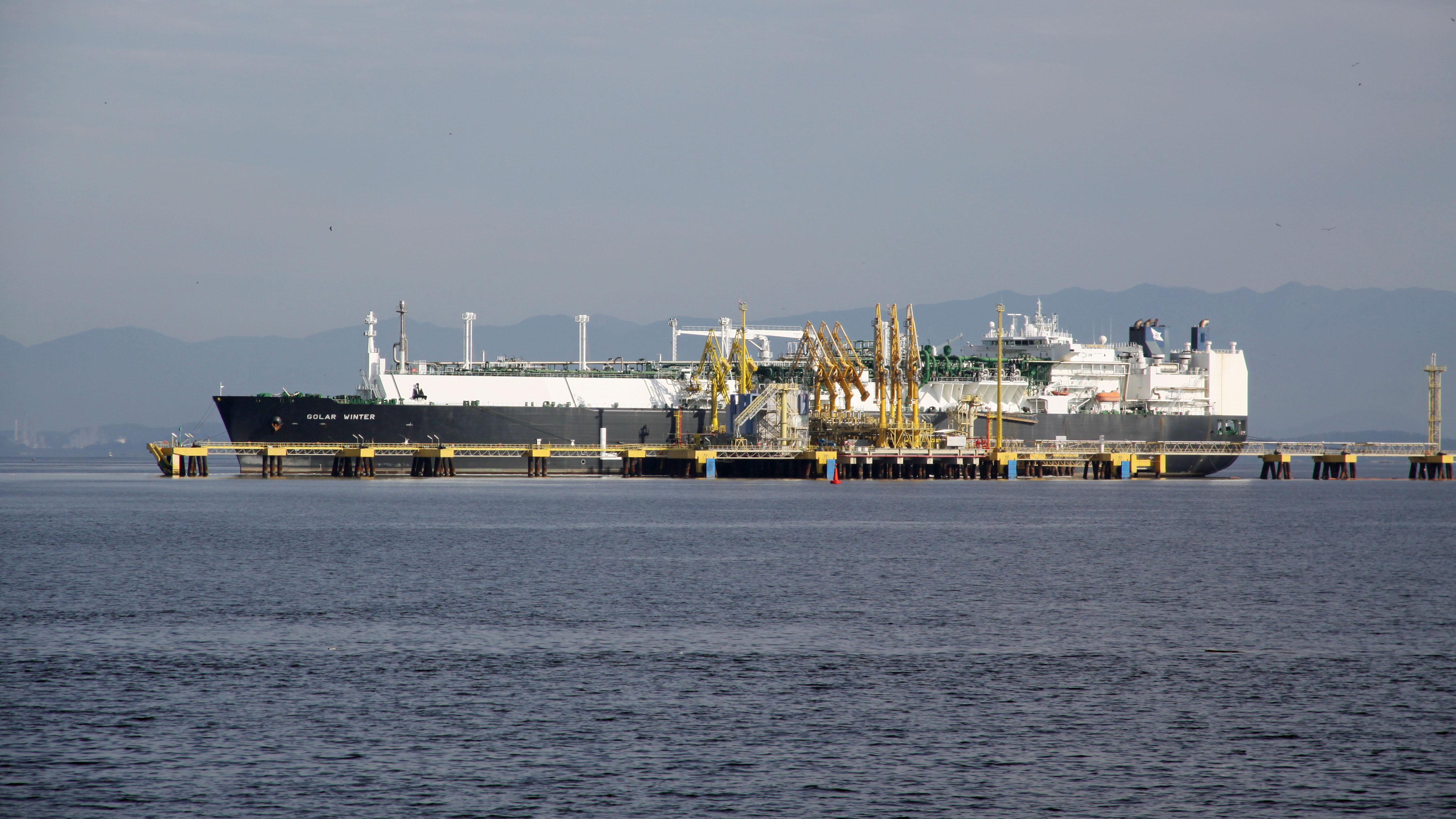
ПРГУ Golar Winter

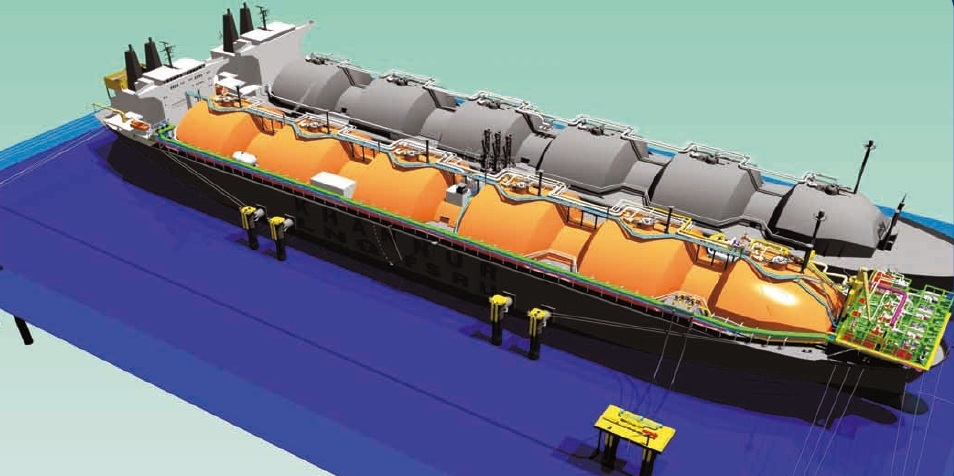
ПРГУ с резервуарами системы Мосс

Плавучая регазификационная установка (ПРГУ) (Floating storage and regasification unit, FSRU) — судно, плавучее хранилище сжиженного природного газа (СПГ), оснащенное судовой регазификационной установкой..

## Общая информация
ПРГУ (существует также название «рейдовый терминал») создаётся, как правило, на базе танкера-газовоза. В отличие от регазификационного судна, используется, как стационарный объект. Может находиться на рейде или у специально оборудованного причала. В первом случае, как правило, газ, полученный после регазификации, транспортируется на берег с помощью системы гибких подводных газопроводов, подсоединяющихся к ПРГУ с помощью специального буя, во втором — с помощью традиционного морского загрузочного рукава.
ПРГУ используется для удовлетворения спроса на природный газ в небольших рынках, или в качестве временного решения до тех пор, не будет построен наземный регазификационный терминал.
По сравнению с наземными СПГ-терминалами ПРГУ имеет ряд преимуществ:
- более низкая стоимость;
- срок строительства около 1-3 лет. (Для наземного терминала — 4-6 лет);
- меньшая площадь ПРГУ и морское размещение минимизирует воздействие на окружающую среду.

## Техническое описание
СПГ перекачивается из танков прибывающих СПГ-танкеров в резервуары ПРГУ, после чего его испаряют в бортовой системе регазификации, и газ перекачивают на берег к потребителям. Система регазификации содержит насосы высокого давления для перекачки СПГ, испарители СПГ, клапаны, трубопроводы и другое оборудование. Пропускная мощность регазификационной установки находится в интервале 1,4 млн м3/сутки (50 mmscf/d) — 22,7 млн м3/сутки (800 MMscf/d). Испарители используют пар, генерируемый бортовыми паровыми котлами, либо забортную воду. Вместимость резервуаров — 120—250 тыс. м3.
Длительность операций по наливу и разгрузке СПГ: 12-18 часов.